# Beskiderne
Beskiderne (polsk: Beskidy, tjekkisk og slovakisk: Beskydy, ukrainsk: Бескиди) er den populære betegnelse for bjergene, der ligger i den vestlige del af bjergkæden Karpaterne. Bjergene er hovedsageligt beliggende i Polen og danner en naturlig grænse til Slovakiet.
Beskiderne er omkring 600 km lange og 50-70 km brede. De begynder i Mähren og strækker sig til Ukraine nord for Tatrabjergene. Hvor langt mod øst den går er ikke defineret. Det højeste bjerg er derfor afhængig af, hvor man definerer den østlige grænse af Beskiderne. Den højeste top i de vestlige dele er Babia Góra (1.725 moh.), som ligger på grænsen mellem Polen og Slovakiet. En større del af Beskiderne er en del af de ydre Vestkarpaterne. De lave Beskider (Beskid Nisky/Nízke Beskydy) og Bieszczadybjergene ligger mod øst i Beskiderne og regnes ofte som en del af Skovkarpaterne i Østkarpaterne. Den højeste top i den tjekkiske del af dDe schlesiske Beskider er Czantoria Wielka (995 moh.) på grænsen mellem Polen og Tjekkiet.
Der er flere turistattraktioner i bjergene, bl.a. historiske trækirker og flere skicentre.